# Peter von Dörenbach
Peter von Dörenbach († 11. Februar 1524) war von 1489 bis 1507 Abt des Klosters Grafschaft.

## Leben
Er stammte aus einem Ministerialengeschlecht. In seiner Zeit als Abt erfuhr die Verweltlichung von Abt und Konvent einen Höhepunkt. Die Mitglieder, die sämtlich aus dem Ritteradel stammten, waren weitgehend ungebildet, machten Schulden und betrachteten sich zwar noch als Mitglieder eines Konvents, waren aber nur bereit, die ihnen genehmen Regeln einzuhalten. Um die Lebenshaltung zu finanzieren, musste Peter von Dörenbach 1495 einen Zehnten aus einer der Klosterbesitzungen an die Stadt Schmallenberg verkaufen. Vor dem Hintergrund dieser Zustände drängte Erzbischof Hermann IV. zu einer Reform des Klosters. Das Provinzialkapitel des Benediktinerordens beauftragte die Äbte von Deutz und Brauweiler 1507 mit der Umsetzung. Der bisherige Abt und die meisten der Konventsmitglieder wurden gegen eine Rente entlassen und durch einen neuen Konvent unter Albert von Köln ersetzt. Als Wohnsitz wurde dem bisherigen Abt der Zehnthof in Schmallenberg überlassen. Nach dem Tod des Erzbischofs drangen Peter von Dörenbach und seine Anhänger am 30. Oktober 1508 in das Kloster ein und vertrieben den neuen Konvent. Erst durch militärisches Eingreifen durch erzbischöfliche Soldaten wurde er endgültig vertrieben.